# On the Road to Nashville
On the Road to Nashville es un DVD que contiene la sexta grabación en vivo de Erasure, registrada el 6 de mayo de 2006 en el Ryman Auditorium Nashville, Tennessee, Estados Unidos.

## DVD
1. Intro 3:28
2. Boy 4:05
3. Blue Savannah 5:37
4. Oh L'Amour 3:09
5. Alien 4:39
6. Breathe 3:51
7. Victim of Love 4:01
8. How Many Times? 3:50
9. Spiralling 2:52
10. Sometimes 5:23
11. Tenderest Moments 5:25
12. Ship of Fools 3:54
13. Love to Hate You 5:30
14. Against My View 3:51 	(Escrita por Elizabeth Stratton)
15. Piano Song 4:07
16. Rock Me Gently 5:09
17. Stop! 4:17
18. Chains of Love 5:59
19. A Little Respect (Encore) 8:26

### Canciones extras
1. Stay with Me 	5:12
2. Love Affair 4:53
3. Blue Savannah 5:20 (filmadas por fanes)
4. Sometimes 3:35 (filmadas por fanes)

### The Road To Union Street
1. The Road To Union Street (A Short Film) 	23:29

## CD extra de audio
1. Boy 4:19
2. Blue Savannah 5:43
3. Oh L'Amour 3:12
4. Alien 4:41
5. Breathe 3:44
6. Victim of Love 3:30
7. How Many Times? 3:49
8. Spiralling 2:55
9. Sometimes 4:53
10. Tenderest Moments 5:26
11. Ship of Fools 3:52
12. Love to Hate You 5:15
13. Against My View 3:54 	(Escrita por Elizabeth Stratton)
14. Piano Song 3:54
15. Rock Me Gently 5:19
16. Stop! 4:16
17. Chains of Love 4:52
18. A Little Respect (Encore) 3:38

## Créditos
Todos los temas por (Clarke/Bell) excepto los indicados.

Erasure:

Voces: Andy Bell

Guitarras, Melódica, Mandolina y Bombo: Vince Clarke

con:

Coros y percusión: Valerie Chalmers

Guitarra steel horizontal, Dobro y Banjo: Smith Curry

Contrabajo: Richard Hammond(músico)

Coros, Cítara, Flauta celta y melódica: Jill Walsh

Guitarra y mandolina: Steve Walsh

Percusión: Ben Wittman

Productor ejecutivo: Michael Pagnotta
Productor: Rich Schlansker (zoomarifilms)
Directores: Rich Schlansker, Dennis Glore
Editor: Michael Slavens
Audio mezclado por: Paul Nickson para Will Shapland Mobiles en The Instrument.

Asistido por: James Aparicio y Joe Adams
Operadores de cámara del Erasure Fan Club: Scott Gurley, Kate Young, Brian Oravetz, Jim Stewart, Bruce LaFountain, Tony Eversole, T. Scott Benefield, Trey Shingler, Stephanie Butler, Dawn Black, Greg Paff, Juergen Thielisch, Rick Sovitzy, Steven Pope, David Thomas, Bret Bedall, Tracy Root, Brett Swanson, Rance Humphreys, Scott Williams.
The Road To Union Street

Presentando a: Steve Walsh

Mezclado por: James Katz, Mothers Milk Studio, NYC

Director: Michael Slavens

Productor ejecutivo: Michael Pagnotta

Productor: Rich Schlansker (zoomarifilms)

Directores: Rich Schlansker, Michael Slavens

Editor: Michael Slavens

Audio mezclado por: James Katz, Mothers Milk Studio, NYC

## Datos adicionales
On the Road to Nashville fue la primera y única gira de Erasure en la cual sólo usaron instrumentos acústicos. Esta gira sirvió como excusa para presentar el álbum Union Street, pero además aprovecharon la ocasión para presentar grandes éxitos en formato acústico.